# Sima Wang
Sīmǎ Wàng (chinesisch 司馬望 / 司马望, * 205; † 271), Hofname (Zi) Zǐchū (chinesisch 子初), war ein chinesischer General der Wei- und Jin-Dynastie.
Sein leiblicher Vater war der Politiker Sima Fu. Sima Wang wurde jedoch von seinem kinderlosen Onkel Sima Lang adoptiert, der im Jahr 217 erkrankte und starb. Sima Wang entschloss sich zu einer Karriere beim Militär, wie sein Adoptivvater. Unter der Regentschaft seines Vetters Sima Zhao (255–264) wurde Sima Wang mit der Überwachung der Südgrenze zum Staat Shu Han beauftragt und konnte die Invasionen des Shu-Generals Jiang Wei erfolgreich zurückschlagen. Für seine Erfolge erhielt er hohe Posten und Titel, darunter auch den des Ministers des Überflusses (chinesisch 司徒).
Als im Jahr 265 Sima Zhaos Sohn Sima Yan den Wei-Kaiser abgesetzt und sich zum Kaiser der Jin-Dynastie ausgerufen hatte, ernannte er Sima Wang zum Kommandanten der gesamten Armee (chinesisch 大司馬) und zum Prinz von Langyang (chinesisch 義陽王).
Sima Wang hatte vier Söhne: Sima Yi (司馬弈), Sima Hong (司馬洪), Sima Zheng (司馬整) und Sima Mao (司馬楙).
| Personendaten    | Personendaten                   |
| ---------------- | ------------------------------- |
| NAME             | Sima, Wang                      |
| ALTERNATIVNAMEN  | Sima, Zichu; Prinz von Langyang |
| KURZBESCHREIBUNG | chinesischer General            |
| GEBURTSDATUM     | 205                             |
| STERBEDATUM      | 271                             |